# 乔格巴尼
乔格巴尼（Jogbani），是印度比哈尔邦Araria县的一个城镇。总人口29962（2001年）。

## 人口
该地2001年总人口29962人，其中男性15952人，女性14010人；0—6岁人口5821人，其中男3004人，女2817人；识字率36.99%，其中男性为46.97%，女性为25.63%。